# Teplodar
Teplodar (em ucraniano:  Теплодар) é uma cidade da Ucrânia, situada no Oblast de Odessa. Tem 3,0 km² de área e sua população em 2020 foi estimada em 10.146 habitantes.